# Kroisbach (Trattnach)
Der Kroisbach ist ein Bach, der durch Tollet und Grieskirchen im Bezirk Grieskirchen in Oberösterreich fließt. 
Er entspringt in Winkeln (Gemeinde Tollet). Nach dem Zusammenfluss mit dem Lindenbach mündet er in die Trattnach.
In Tollet – wo der Bach entspringt – ist der Ortsteil Kroisbach nach ihm benannt.
Die maximale Tiefe ist ca. 1 Meter, ebenso wie die Breite.
Das Fischereirecht wird verpachtet.